# Marcel Pourbaix
Marcel Pourbaix (Myshega, 16 settembre 1904 – Uccle, 28 settembre 1998) è stato un chimico belga.

Diagramma di Pourbaix

Effettuò i suoi noti studi sulla corrosione all'università di Bruxelles. Il suo maggior successo fu il cosiddetto Diagramma di Pourbaix, che relaziona graficamente il rapporto potenziale-pH tramite l'utilizzo dell'equazione di Nernst.
Nel 1963, Pourbaix produsse l'Atlante degli equilibri elettrochimici in soluzione acquosa, contenente i diagrammi di tutti gli elementi conosciuti al tempo. Ne cominciò la classificazione intorno al 1950.
Marcel Pourbaix fu anche pianista.